# Kamil Kasperczak
Kamil Kasperczak (ur. 31 grudnia 2000) – polski pięcioboista, medalista igrzysk olimpijskich młodzieży (2018).

## Kariera sportowa
W Pucharze Świata zadebiutował w 2017 roku w Drzonkowie, nie awansując jednak do finału. W tym samym roku wywalczył brązowy medal mistrzostw Europy U24 w drużynie z Sebastianem Stasiakiem i Danielem Ławrynowiczem.
W 2018 roku w Drzonkowie został mistrzem Europy juniorów w sztafecie męskiej wraz z Igorem Powroźnikiem.
W następnym roku powrócił do stawki Pucharu Świata, startując na zawodach w Kairze. Podczas wrześniowych mistrzostw Polski seniorów zajął drugie miejsce, wygrywając w klasyfikacji młodzieżowej. Następnego dnia triumfował w rywalizacji sztafet mieszanych w parze z klubową koleżanką, Natalią Dominiak, z którą dwa miesiące później wywalczył również srebro mistrzostw Europy U24.
W 2020 roku w Kairze po raz pierwszy awansował do finału zawodów Pucharu Świata.

### Buenos Aires 2018
W sierpniu 2017 roku zajął trzecie miejsce w zawodach w Caldas da Rainha, dzięki czemu wywalczył kwalifikację na igrzyska olimpijskie młodzieży w Buenos Aires. W zmaganiach indywidualnych zajął dziewiąte miejsce, natomiast w sztafecie mieszanej w parze z Hiszpanką Laurą Heredią wywalczył brązowy medal - pierwszy w historii polskiego pięcioboju na tej imprezie.